# Уколов, Дмитрий Матвеевич
Дмитрий Матвеевич Уколов (23 октября 1929, Анненки, Тульская область — 25 ноября 1992, Москва) — советский хоккеист. Заслуженный мастер спорта СССР (1954).

## Биография
Родился в деревне Аненки Тульской области. С детства отличался крепким телосложением, увлекался спортом.
Выступления на высшем уровне начал в 1948 году в московском "Спартаке", проведя там один сезон, после чего перешёл в ЦДКА. Первый же сезон стал для Уколова чемпионским.
В 1954-59 входил в состав сборной команды СССР, 85 матчей, 15 шайб.
На чемпионате мира 1954 в матче с Норвегией (7:0) первым из защитников сборной СССР сделал хет-трик.
На Олимпиаде-56 в пяти играх Уколов забросил одну шайбу - в ворота сборной Швейцарии.
После сезона 1960/61 ушёл из хоккея.
Умер 25 ноября 1992 года в безвестности. После смерти две недели его не могли достойно похоронить.
Похоронен на Аллее памяти выдающихся спортсменов и тренеров Востряковского кладбища в Москве.
Игровой свитер Дмитрия Уколова с номером 4 поднят под сводами ледового Дворца спорта ЦСКА.

## Достижения
- Чемпион Олимпийских игр 1956.
- Чемпион мира 1954, 1956. Серебряный призёр ЧМ 1955, 1958, 1959. На ЧМ и ЗОИ провел 38 матчей, забросил 8 шайб.
- Чемпион СССР 1950, 1955, 1956, 1958—1961. В чемпионатах СССР — 250 матчей, 48 шайб.
- Обладатель КС 1954—1956.
- Награждён медалью «За трудовое отличие»
- Избран в Зал Славы отечественного хоккея (2004).